# Darryl Hunt
Darryl Hunt, född 1965, död 13 mars 2016 i Winston-Salem, North Carolina, var en svart amerikansk man från Winston-Salem i North Carolina som 1984 blev felaktigt dömd för våldtäkt och mord på en ung vit kvinna. Efter att ha suttit 19,5 år i fängelse släpptes han fri efter att DNA-bevis kopplat en annan förövare till brottet.
Hunt var sedermera engagerad i Innocence Project, såväl som i sin egen grupp vid namnet The Darryl Hunt Project for Freedom and Justice. Syftet med det projektet är att "utbilda allmänheten om brister i straffrättssystemet, försvara de som fallit offer för de bristerna, samt erbjuda resurser och stöd för de som försöker återskapa sina liv."
År 2006 hade dokumentärfilmen The Trials of Darryl Hunt premiär, en film som beskriver de många juridiska turerna kring fallet.
Den 13 mars 2016 avled Darryl Hunt efter att, svårt cancersjuk, tillfogat sig själv en skottskada.